# 第43回アカデミー賞
第43回アカデミー賞（だい43かいアカデミーしょう）は、1971年4月15日に発表・授賞式が行われた。

## 式典
主演男優賞を受賞したジョージ・C・スコットがノミネーションおよび受賞を拒否するという異例の事態となった。スコットは「俳優たちを競争させるのは堕落である」「授賞式は2時間のけばけばしいショーにすぎない。経済的理由のために、サスペンスを盛り込んでつくりあげた大衆向けの展示だ」"と毒舌をはき、アカデミーに対しても正式に辞退の電報を打った。この申し出に対してアカデミーは「方針は常に貴殿に通知済み」という簡単な覚書で対応した。式典ではプロデューサーのフランク・マッカーシーが代理人としてオスカーを受け取ったが、スコットの意思により翌日アカデミー協会に返却された。

## 候補と受賞の一覧
太字は受賞である。また、以下での人名表記は
1. 作品の日本語公式情報およびAMPAS公式サイトの日本版とWOWOWによる授賞式放送での表記に準ずる。
2. 見当たらない場合はデータベースサイトなどを参考。
3. それでもない場合は英語表記のままとする。

| 作品賞 | 監督賞 |
| --- | --- |
| - 『パットン大戦車軍団』 - 『大空港』 - 『ファイブ・イージー・ピーセス』 - 『ある愛の詩』 - 『M★A★S★H マッシュ』 | - フランクリン・J・シャフナー – 『パットン大戦車軍団』 - ロバート・アルトマン – 『M★A★S★H マッシュ』 - フェデリコ・フェリーニ – 『サテリコン』 - アーサー・ヒラー – 『ある愛の詩』 - ケン・ラッセル – 『恋する女たち』 |
| 主演男優賞 | 主演女優賞 |
| - ジョージ・C・スコット – 『パットン大戦車軍団』 (受賞拒否) - メルヴィン・ダグラス – 『父の肖像』 - ジェームズ・アール・ジョーンズ – 『ボクサー』 - ジャック・ニコルソン – 『ファイブ・イージー・ピーセス』 - ライアン・オニール – 『ある愛の詩』 | - グレンダ・ジャクソン – 『恋する女たち』 - ジェーン・アレクサンダー – 『ボクサー』 - アリ・マッグロー – 『ある愛の詩』 - サラ・マイルズ – 『ライアンの娘』 - キャリー・スノッドグレス – 『わが愛は消え去りて』 |
| 助演男優賞 | 助演女優賞 |
| - ジョン・ミルズ – 『ライアンの娘』 - リチャード・カステラーノ – 『ふたりの誓い』 - チーフ・ダン・ジョージ – 『小さな巨人』 - ジーン・ハックマン – 『父の肖像』 - ジョン・マーレイ – 『ある愛の詩』 | - ヘレン・ヘイズ –『大空港』 - カレン・ブラック – 『ファイブ・イージー・ピーセス』 - リー・グラント – 『真夜中の青春』 - サリー・ケラーマン – 『M★A★S★H マッシュ』 - モーリン・ステイプルトン – 『大空港』 |
| 脚本賞 | 脚色賞 |
| - 『パットン大戦車軍団』 – フランシス・フォード・コッポラ、エドマンド・H・ノース - 『ファイブ・イージー・ピーセス』 – ボブ・ラフェルソン - 『ジョー』 – ノーマン・ウェクスラー - 『ある愛の詩』 – エリック・シーガル - 『モード家の一夜』 – エリック・ロメール | - 『M★A★S★H マッシュ』 – リング・ラードナー・Jr - 『大空港』 – ジョージ・シートン - 『父の肖像』 – ロバート・アンダーソン - 『ふたりの誓い』 – ジョセフ・ボローニャ、デヴィッド・Z・グッドマン - 『恋する女たち』 – ラリー・クレイマー |
| 長編ドキュメンタリー映画賞 | 短編ドキュメンタリー映画賞 |
| - 『ウッドストック/愛と平和と音楽の三日間』 - 『宇宙人は地球にいた』 - 『ジャック・ジョンソン』 - King: A Filmed Record... Montgomery to Memphis - Say Goodbye | - Interviews with My Lai Veterans – ジョセフ・ストリック - The Gifts - A Long Way from Nowhere - Oisin' - Time Is Running Out |
| 短編実写映画賞 | 短編アニメ映画賞 |
| - The Resurrection of Broncho Billy – ジョン・ロンゲネッカー - Shut Up...I'm Crying – ロバート・シーグラー - Sticky My Fingers...Fleet My Feet – ジョン・D・ハンコック | - Is It Always Right to Be Right – Stephen Bosustow Prods、Schoenfeld Films – Nick Bosustow - The Further Adventures of Uncle Sam: Part Two – Haboush Company、Goldstone Films – ロバート・ミッチェル、デイル・ケース - The Shepherd – Cameron Guess and Associates、Brandon Films – キャメロン・ゲス |
| 作曲賞 | 編曲・歌曲賞 |
| - 『ある愛の詩』 – フランシス・レイ - 『大空港』 – アルフレッド・ニューマン （死後のノミネート） - 『クロムウェル』 – フランク・コーデル - 『パットン大戦車軍団』 – ジェリー・ゴールドスミス - 『ひまわり』 – ヘンリー・マンシーニ | - 『レット・イット・ビー』 – ビートルズ - 『受胎の契約/ベビー・メーカー』 – フレッド・カーリン (作曲)、ティルウィス・キムリー (作詞) - 『スヌーピーとチャーリー』 – ロッド・マッキューン (作詞・作曲)、ジョン・スコット・トロッター (作曲)、ビル・メレンデス (作詞)、アル・シーン (作詞)、ヴィンス・ガラルディ (編曲) - 『暁の出撃』 – ヘンリー・マンシーニ (作曲)、ジョニー・マーサー (作詞) - 『クリスマス・キャロル』 – レスリー・ブリッカス (作詞・作曲)、イアン・フレイザー (編曲)、ハーバート・スペンサー (編曲) |
| 歌曲賞 | 録音賞 |
| - ｢ふたりの誓い｣（『ふたりの誓い』） – フレッド・カーリン（作曲）、ロブ・ロイヤー（作詞）、ジェイムス・グリフィン（作詞） - "Whistling Away the Dark"（『暁の出撃』） – ヘンリー・マンシーニ（作曲）、ジョニー・マーサー (作詞) - "Till Love Touches Your Life"（Madron） – リズ・オルトラーニ（作曲）、アーサー・ハミルトン (作詞) - "Pieces of Dreams"（『美しき愛のかけら』） – ミシェル・ルグラン（作曲）、アラン・バーグマン (作詞)、マリリン・バーグマン (作詞) - "Thank You Very Much"（『クリスマス・キャロル』） – レスリー・ブッリカス（作詞・作曲） | - 『パットン大戦車軍団』 – ダグラス・ウィリアムズ、ドン・ベースマン - 『大空港』 – ロナルド・ピアース、デヴィッド・モリアーティ - 『ライアンの娘』 – ゴードン・K・マッカラム、ジョン・ブラモール - 『トラ・トラ・トラ!』 – マーレイ・スピヴァック、ハーマン・ルイス - 『ウッドストック/愛と平和と音楽の三日間』 – ドン・ワリン、ラリー・ジョンソン |
| 外国語映画賞 | 衣裳デザイン賞 |
| - 『殺人捜査』 (イタリア) - 『初恋』 (スイス) - Hoa-Binh (フランス) - Paix sur les champs (ベルギー) - 『哀しみのトリスターナ』 (スペイン) | - 『クロムウェル』 – ニーノ・ノヴァレーゼ - 『大空港』 – イーディス・ヘッド - 『暁の出撃』 – ジャック・ベアー、ドナルド・ブルックス - 『大洋のかなたに』 – ビル・トーマス - 『クリスマス・キャロル』 – マーガレット・ファース |
| 美術賞 | 撮影賞 |
| - 『パットン大戦車軍団』 – ウーリー・マックリアリー、ギル・パロンド、アントニオ・マテオス、ピエール＝ルイ・テヴェン - 『大空港』 – アレクサンダー・ゴリッツェン、プレストン・エイムズ、ジャック・D・ムーア、ミッキー・S・マイケルズ - 『男の闘い』 – タンビ・ラーセン、ダレル・シルヴェラ - 『クリスマス・キャロル』 – テリー・マーシュ、ボブ・カートライト、パメラ・コーネル - 『トラ・トラ・トラ!』 – ジャック・マーティン・スミス、村木与四郎、リチャード・レイ、川島泰造、ウォルター・M・スコット、ノーマン・ロケット、Carl Biddiscombe                    | - 『ライアンの娘』 – フレディ・ヤング - 『パットン大戦車軍団』 – フレッド・J・コーネカンプ - 『大空港』 – アーネスト・ラズロ - 『トラ・トラ・トラ!』 – 古谷伸、姫田真佐久、佐藤昌道、チャールズ・F・ホイーラー - 『恋する女たち』 – ビリー・ウィリアムズ |
| 編集賞 | 特殊効果賞 |
| - 『パットン大戦車軍団』 – ヒュー・S・ファウラー - 『大空港』 – スチュアート・ギルモア - 『M★A★S★H マッシュ』 – ダンフォード・B・グリーン - 『トラ・トラ・トラ!』 – ジェームズ・E・ニューコム、ペンブローク・J・ヘリング、井上親弥 - 『ウッドストック/愛と平和と音楽の三日間』 – セルマ・スクーンメイカー | - 『トラ・トラ・トラ!』 – A・D・フラワーズ、L・B・アボット - 『パットン大戦車軍団』 – アレックス・ウェルドン |

### アカデミー名誉賞
- オーソン・ウェルズ
- リリアン・ギッシュ

### ジーン・ハーショルト友愛賞
- フランク・シナトラ

### アービング・G・タルバーグ賞
- イングマール・ベルイマン

### 統計
| 複数候補: - 10 候補: 『大空港』、『パットン大戦車軍団』 - 7 候補: 『ある愛の詩』 - 5 候補: 『M★A★S★H マッシュ』、『トラ・トラ・トラ!』 - 4 候補: 『ファイブ・イージー・ピーセス』、『ライアンの娘』、『クリスマス・キャロル』、『恋する女たち』 - 3 候補: 『暁の出撃』、『父の肖像』、『ふたりの誓い』、『ウッドストック/愛と平和と音楽の三日間』 - 2 候補: 『クロムウェル』、『ボクサー』 | 複数受賞. - 7 受賞: 『パットン大戦車軍団』 - 2 受賞: 『ライアンの娘』 |

### プレゼンター
| プレゼンター                   | 賞                              |
| ------------------------------ | ------------------------------- |
| バート・バカラック             | 歌曲賞                          |
| アンジー・ディキンソン         | 歌曲賞                          |
| ハリー・ベラフォンテ           | 脚色賞                          |
| エヴァ・マリー・セイント       | 脚色賞                          |
| リチャード・ベンジャミン       | ドキュメンタリー映画賞          |
| ポーラ・プレンティス           | ドキュメンタリー映画賞          |
| ジョーン・ブロンデル           | 作曲賞 編曲・歌曲賞             |
| グレン・キャンベル             | 作曲賞 編曲・歌曲賞             |
| ジム・ブラウン                 | 短編実写映画賞 短編アニメ映画賞 |
| サリー・ケラーマン             | 短編実写映画賞 短編アニメ映画賞 |
| ジュヌヴィエーヴ・ビュジョルド | 撮影賞 編集賞                   |
| ジェームズ・アール・ジョーンズ | 撮影賞 編集賞                   |
| ペトゥラ・クラーク             | 美術賞                          |
| メルヴィン・ダグラス           | 名誉賞（リリアン・ギッシュ）    |
| Lola Falana                    | 視覚効果賞                      |
| Juliet Prowse                  | 視覚効果賞                      |
| ジャネット・ゲイナー           | 監督賞                          |
| ライアン・オニール             | 監督賞                          |
| ゴールディ・ホーン             | 主演男優賞                      |
| ジョン・ヒューストン           | 名誉賞（オーソン・ウェルズ）    |
| シャーリー・ジョーンズ         | 録音賞                          |
| ジョン・マーリー               | 録音賞                          |
| バート・ランカスター           | アービング・G・タルバーグ賞     |
| ウォルター・マッソー           | 主演女優賞                      |
| スティーブ・マックイーン       | 作品賞                          |
| サラ・マイルズ                 | 脚本賞                          |
| ジョージ・シーガル             | 脚本賞                          |
| リカルド・モンタルバン         | 外国語映画賞                    |
| ジャンヌ・モロー               | 外国語映画賞                    |
| マール・オベロン               | 衣裳デザイン賞                  |
| グレゴリー・ペック             | ジーン・ハーショルト友愛賞      |
| マギー・スミス                 | 助演男優賞                      |
| ギグ・ヤング                   | 助演女優賞                      |

### パフォーマー
- グレン・キャンベル "Pieces of Dreams"（『美しき愛のかけら』）
- ペトゥラ・クラーク ｢ふたりの誓い｣（『ふたりの誓い』）
- ペトゥラ・クラーク、サリー・ケラーマン、バート・ランカスター、リカルド・モンタルバン "Thank You Very Much"（『クリスマス・キャロル』）
- Lola Falana "Till Love Touches Your Life"（Madron）
- シャーリー・ジョーンズ "Whistling Away the Dark"（『暁の出撃』）